# Svetozar Boroević von Bojna
Svetozar Boroević von Bojna (Mečenčani, 1856-Klagenfurt, 1920) fue un militar austrohúngaro de ascendencia serbocroata y familia de tradición militar que dirigió la defensa del sector del río Isonzo durante la Primera Guerra Mundial.

## Carrera militar
Nació en el seno de una familia de la marca fronteriza con el Imperio otomano, con tradición militar por parte materna y paterna. De estatura baja, era duro de carácter y decidido.
Ingresó en una academia de cadetes con diez años. Tras pasar por varias escuelas militares, empezó su carrera en el Ejército sirviendo como oficial de infantería. Participó en la ocupación de Bosnia en 1878 y recibió una condecoración al valor en la toma de Sarajevo. Seguidamente, asistió a la Escuela del Estado Mayor, en la que se distinguió. Ingresó luego en el Estado Mayor, aunque pasó temporadas al mando de unidades. En vísperas de la guerra mandaba la principal división croata, la 42.ª División de la Honvéd, considerada una unidad selecta.

## Primera Guerra Mundial
Al comienzo de la Primera Guerra Mundial, recibió el mando de un cuerpo de ejército con el que participó en las batallas en Galicia. Luego ascendió al mando del 3.er Ejército, con el que combatió en el arduo «invierno carpático» (1914-1915). Pese a las copiosas bajas que sufrió la unidad en estos combates con los rusos, se lo consideró un jefe efectivo al frente de ella.
Cuando Italia entró en guerra a finales de mayo de 1915, se le encargó el mando del 5.º Ejército, que debía defender el sector del río Isonzo del frente italiano.